# Салез-сюр-Сан
Салез-сюр-Сан (фр. Salaise-sur-Sanne) — коммуна во Франции, находится в регионе Рона — Альпы. Департамент коммуны — Изер. Входит в состав кантона Руссийон. Округ коммуны — Вьен.
Код INSEE коммуны — 38468. Население коммуны на 2006 год составляло 4 132 человека. Населённый пункт находится на высоте от 137  до 234  метров над уровнем моря. Муниципалитет расположен на расстоянии около 440 км юго-восточнее Парижа, 50 км южнее Лиона, 75 км западнее Гренобля. Мэр коммуны — Jackie Crouail, мандат действует на протяжении 2005—2014 гг.
Динамика населения (INSEE):